# Sandsopp
Sandsopp (Suillus variegatus) är en ätlig svamp som hör till ordningen soppar. 
Den är även Dalarnas landskapssvamp. Som matsvamp är det vanligt att den torkas och används som blandsvamp eller som ersättning för stenmurkla (Gyromitra esculenta). 

## Utbredning och ekologi
Sandsopp växer i kalkfattiga barrskogar med tall, både på mossig mark och på mark av hällmarkstyp med lavtäcke. Fruktkroppen uppträder under sommaren, från omkring juli, och fram till oktober på hösten. Svampens utbredningsområde är Europa och Nordamerika. I Sverige är den vanlig i hela landet.

## Utseende
Dess hatt är gulbrun till olivbrun i färgen och försedd med små, fina mörkare fjäll som ger svampen ett något fräknigt utseende. Bredden på hatten är 5–15 centimeter. Undersidan av hatten är grågul till olivbrun och svampen har små, rundade rörmynningar som hos unga exemplar är mörkt olivgröna för att sedan bli mer brunaktiga till rödbruna. Om man rör vid rörlagret uppträder en blånad. Sporerna är avlånga till ovala, mäter 9–11 gånger 3–4 mikrometer, är blekt gulaktiga till bruna och sporavtrycket är brunt. 
Svampens fot har en liknande gulbrun färg som hatten. Dess höjd är 5–10 centimeter och diametern är 2–3 centimeter. Ibland finns små röda fläckar närmast basen. 
Färska exemplar har en mild men något syrlig doft och smak. Gör man ett snitt i svampens kött, som är gulvitaktigt i färgen, syns vanligen en svag blånad och en svag lukt påminnande om klorgas uppträder. 
Arten kan förväxlas med grynsopp (S. granulatus), som dock helst växer i kalkhaltiga miljöer, har ljusare fot och oftast en klibbig hatthud. Andra förväxlingsarter är örsopp (S. bovinus) och pepparsopp (Chalciporus piperatus). Den senare, som är oätlig med en brännande smak, särskiljs på den smalare foten och en gul fotbas.